# Plateau Central
Het Plateau Central ("Centraal Plateau") is een vlakte in het centrale deel van Haïti. Het ligt aan weerszijden van de rivier Guayamouc. In het noorden wordt de vlakte begrensd door het Massif du Nord en in het zuidwesten door de Montagnes Noires. Over de grens met de Dominicaanse Republiek gaat ze over in de Valle de San Juan. Het Plateau Central ligt in de richting zuidoost-noordwest, en is 87 kilometer lang en 30 kilometer breed. De hoogte bedraagt tussen de 300 en 500 meter. De meeste oorspronkelijke vegetatie is verdwenen.